# 杉崎善冶郎
もしかして
- 杉崎善治郎

ではありませんか？